# ده ترکان (بروجرد)
ده ترکان،  روستایی از توابع بخش اشترینان شهرستان بروجرد در استان لرستان ایران است.

## تاریخ
ده ترکان روستایی از توابع بخش اشترینان شهرستان بروجرد در استان لرستان است و براساس سرشماری مرکز آمار ایران در سال ۱۳۸۵، جمعیت آن ۱٬۲۰۲ نفر (۲۶۸ خانوار بوده است.

## مردم
مردم این روستا لر هستند و به زبان لری سخن می گویند.

## جمعیت
این روستا در دهستان اشترینان قرار دارد و براساس سرشماری مرکز آمار ایران در سال ۱۳۸۵، جمعیت آن ۱٬۲۰۲ نفر (۲۶۸خانوار) بوده‌است.